# Pomadasys furcatus
 Pomadasys furcatus és una espècie de peix de la família dels hemúlids i de l'ordre dels perciformes.

## Morfologia
Els mascles poden assolir els 50 cm de longitud total.

## Distribució geogràfica
Es troba des de Somàlia, Moçambic i Madagascar fins a KwaZulu-Natal (Sud-àfrica). També des del Golf d'Aden fins a Sri Lanka, incloent-hi el Mar Roig, i a Indonèsia.